# Манитобский университет
Манито́бский университе́т (англ. The University of Manitoba, акроним: UofM) — крупнейший в Манитобе провинциальный общественный научно-исследовательский университет, расположенный в городе Виннипег, Канада. Основан в 1877 — это первый в Западной Канаде университет. Включён в список ARWU как один из 500 лучших университетов мира, также он входит в число 15 крупнейших исследовательских университетов Канады. Первый университете в Западной Канаде.
Манитобский университет был основан Александром Моррисом 28 февраля 1877 года с целью присуждения учёных степеней выпускниками составляющих его колледжей: католического Колледжа святого Вонифатия, англиканского Колледжа святого Иоанна и пресвитеранского Манитобского колледжа.
Со времен основания университет постепенно расширялся, принимая в свой состав путём присоединения других частных и конфессиональных колледжей. В 1882 году к Манитобскому университету присоединился Манитобский медицинский колледж, который основали местные врачи. В 1888 году в состав Манитобского университета вошёл методистский Колледж Уэсли, в 1902 году — Манитобский фармацевтический колледж, в 1906 году — Манитобский колледж агрономии, в 1931 году — римско-католический Колледж святого Павла, в 1931 году — Брендонский колледж, в 1981 году — украинская православная Коллегия святого Андрея.

## История

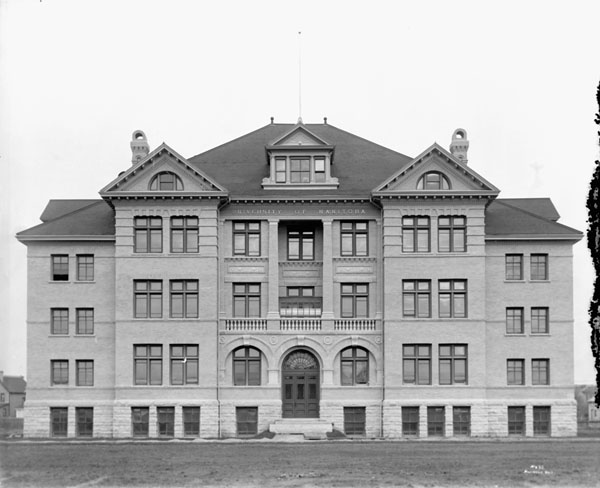
Историческое фото университета

Основан Александром Моррисом, который получил грамоту от 28 февраля 1877 года, был официально открыт 20 июня 1877 года, для того, чтобы выдавать учёные степени студентам, окончившим один из трех колледжей-основателей: Колледж Святого Бонифация (римско-католический, франкоязычный), Колледж Святого Иоанна (англиканский) и колледж Манитобы (пресвитерианский). Поскольку эти отдельные конфессиональные учреждения были на неопределённом финансовом положении, решено было консолидировать их в единое учреждение — Манитобский университет, который уже в 1880 году впервые выдал своим выпускникам академические степени. Алан Беддо разработал герб университета.
С началом XX века в Манитобе высшее образование начало распространяться на традиционные отрасли теологии, права и медицины, курсы из которых преподавались в колледжах, составлявших вновь созданное образовательное учреждение. Примерно тогда же была введена и американскую модель образования, которой предусматривалась специализированная курсовая подготовка в аспирантуре и её завершение магистерской диссертацией на основе исследовательской работы.
В 1901 году Законодательной палатой Манитобы внесены поправки в «Закон об университете», который позволил Манитобскому университета заниматься уже самостоятельно преподавательской деятельностью, — и в 1905 в центре Виннипега открыт собственный дом Манитобского университета: именно тогда в преподавательский коллектив университета впервые вошло шесть независимых штатных профессоров. Первое здание вновь независимого университета находилось на центральном тогда бульваре Бродвей (англ. Broadway).
В 1920 году Манитобский университет был единственным и самым первым учреждением высшего образования в Канадских Прериях и пятый в Канаде. В его состав входило восемь факультетов: гуманитарных наук, естественных наук, права, медицины, инженерии, архитектуры, фармацевтики и сельского хозяйства. Выпускались бакалавры: гуманитарных наук (BA), естественных наук (BSc), гражданской инженерии (BCE), электрической инженерии (BEE), механической инженерии (BME), архитектуры (BArch), фармацевтики (PhmB), сельского хозяйства (BSA), и права (LLB). На аспирантском уровне выходили магистры по гражданской (MCE) и электрической инженерии (MEE); на уровне докторской — по медицине (MD) и права (LLD). Среди студентов было 1654 человек мужского и 359 женского пола, а среди профессоров и преподавателей — 184 и 6 соответственно.

## Современное состояние

### Общая информация
Среди всех домов на Кампусе «Форт-Гэри» 33 предназначены для преподавания курсов по программам отдельных кафедр и факультетов. Четыре из домов — колледже: Колледж св. Иоанна, Колледж св. Павла, Колледж св. Андрея и Юниверсити-колледж. Остальные дома оборудованы кабинетами и лабораториями, канцелярии и офисы для университетских услуг, студенческие общежития и здания государственных и частных исследовательских агентств.
В университете ежегодно обучаются 27 000 человек, в том числе 24000 — бакалаврианты, а 3000 — аспиранты. Университетская программа обучения завершается одним из 82 различных дипломов, в том числе 51 — на бакалаврском уровне. Большинство отделов предлагают учебные программы, которые завершаются магистерским или докторским званием.

### Колледжи

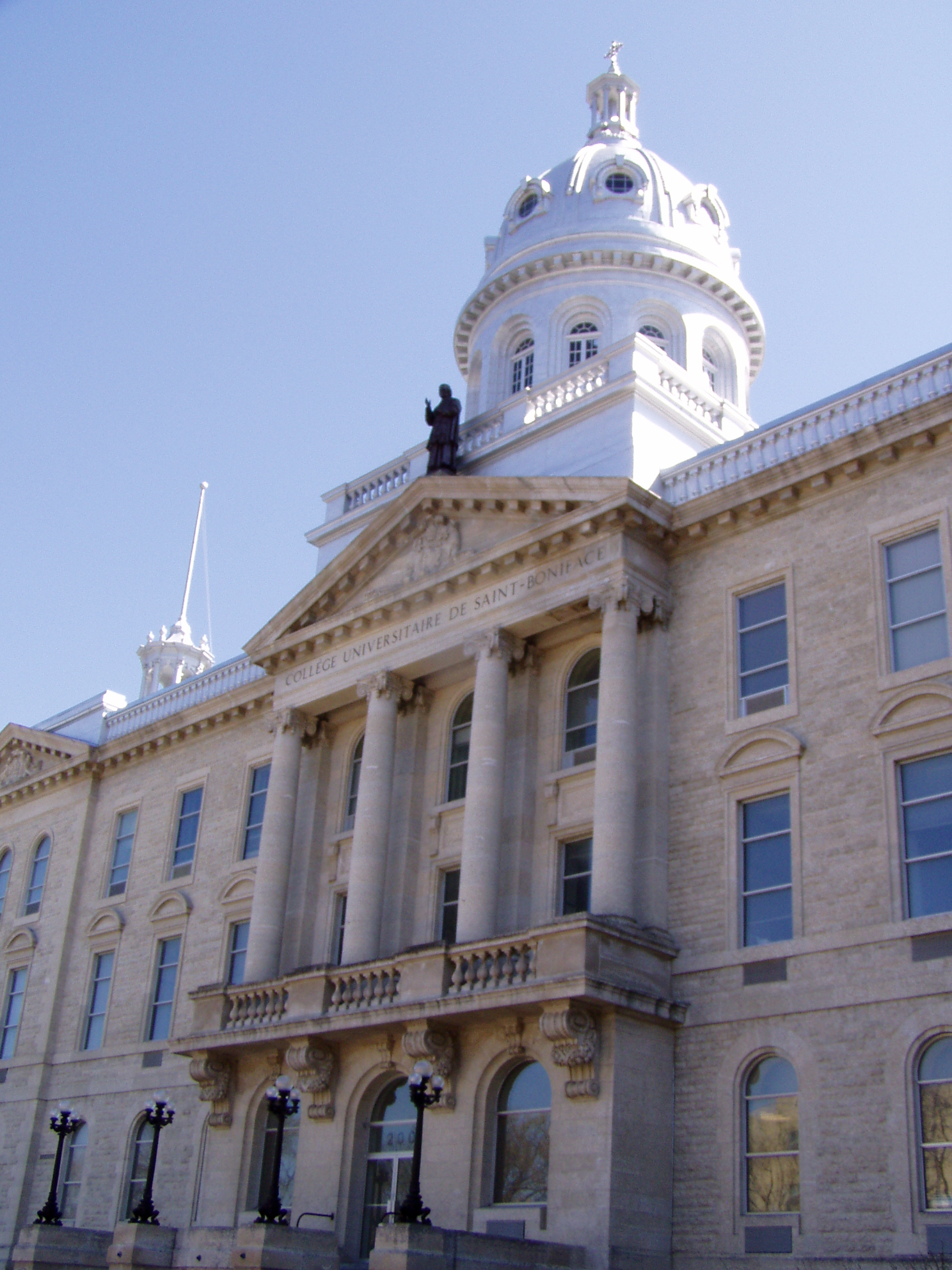
Collège universitaire de Saint-Boniface

Два из трёх первоначальный колледжа Манитобского университета действуют в его рамках и в настоящее время.
Римско-католический Колледж святого Вонифатия (фр. College universitaire de Saint-Boniface), корни которого уходят по 1818 года и в ранних дней Ред-риверского поселения, поныне пребывает единственной франкоязычной высшей школой в Манитобе. Язык преподавания — исключительно французский: колледж единственный воспитывает и подготавливает для провинции учителей, которые, заинтересованы в распространении франко-манитобской культуры на местной почве, для преподавания во франкоязычной системе школ Манитобы. Колледж находится в Виннипегском пригороде Сен-Бонифас на левобережье реки Ред-Ривер: раньше Сен-Бонифас был отдельным франкоязычным городом, который впоследствии поглотил разросшийся город Виннипег, что впрочем и не лишило его языковой и культурной автономии, которой франкофоны дорожат по сегодняшний день.

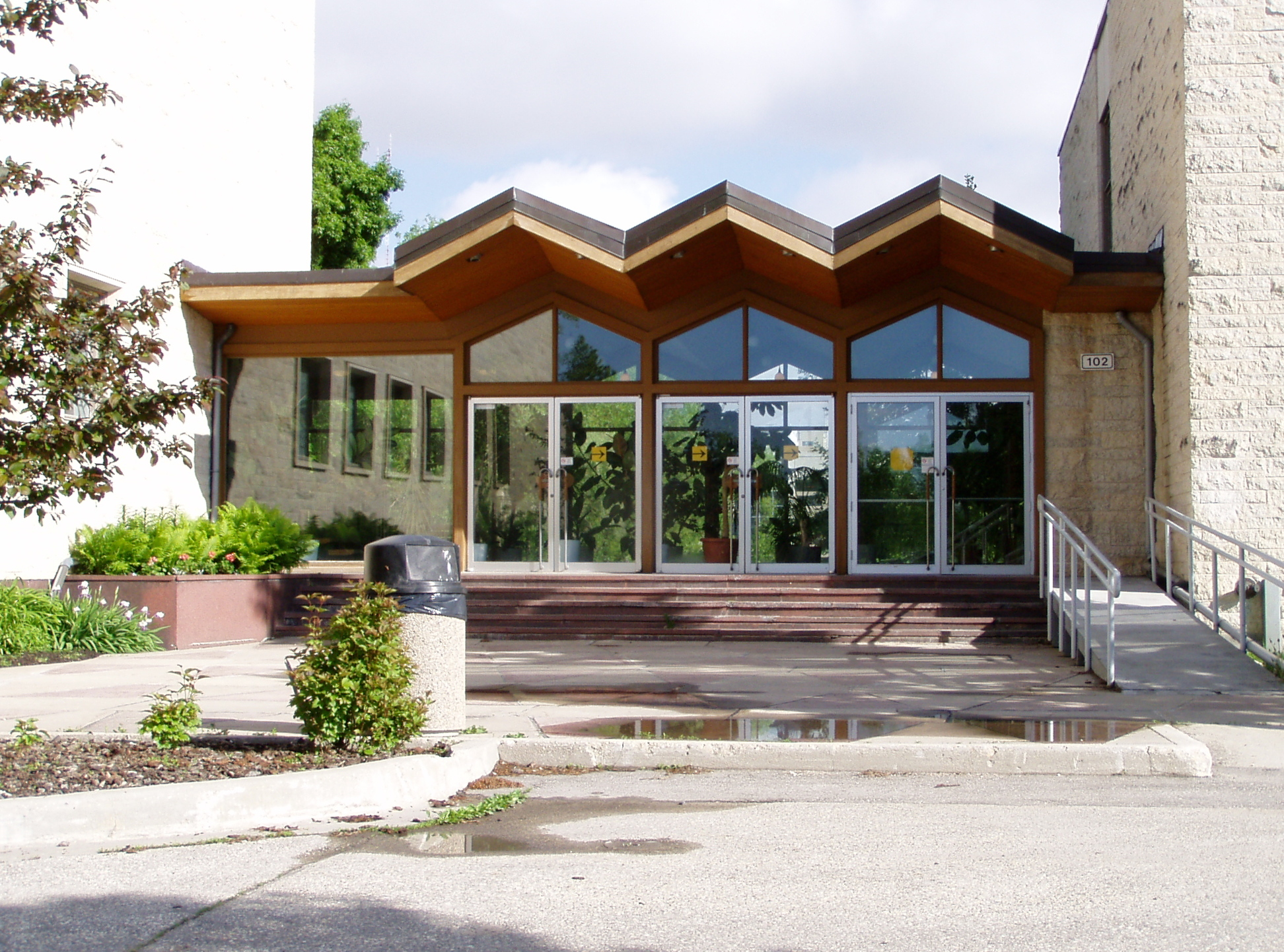
St. John’s College при Манитобскому университете

Колледж святого Иоанна (англ. St. John's College), которого корни подобно же достигают по 1820 год, предлагает студентам курсы и программы Манитобского университета, которые завершаются бакалавра гуманистических и естественных наук. В приложении колледж готовит священнослужителей для Англиканской церкви Канады. Он определяется и тем, что пребывает старейшей англоязычной высшей школой в Западной Канаде, — и тем, что по сегодняшний день поддерживает тесные связи с англиканской церковью и её церковными общинами. Раньше колледж находился в Северном Виннипеге недалеко англиканского Кафедрального храма святого Иоанна; сейчас, как другие, он расположен на кампусе.

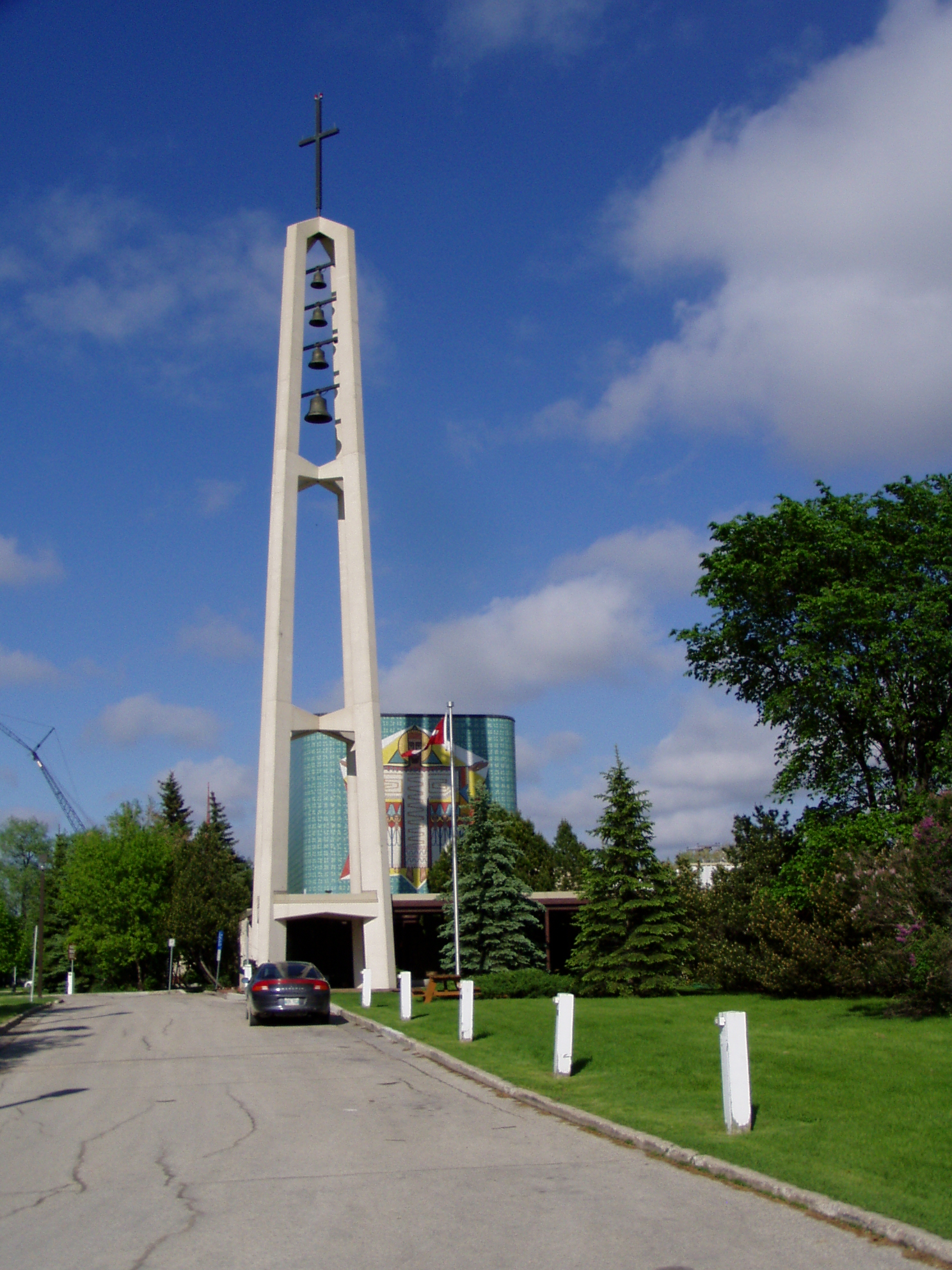
St. Paul’s College

Колледж святого Павла (англ. St. Paul's College) вошёл в состав Манитобского университета ещё в 1931 году как англоязычный римо-католическое высшее образовательное учреждение. Сначала в центре. Виннипег, этот иезуитский колледж перенесено в 1958 году в университетский городок; в 1962 году распространено и увеличено его природоведческим корпусом, а в 1972 — библиотекой и театром для изложений. По сегодняшний день является основным и самой авторитетной католической высшей школой в Манитобе, служит общественности и церкви в традициях Игнатия Лойолы: способствует личному, светскому и религиозному развитию студенчества, внося свой отдельный вклад в программы и курсы с точек зрения обеих христианской и католической наследий, и поощряет отличие в исследовательском, преподавательском и общественном планах.

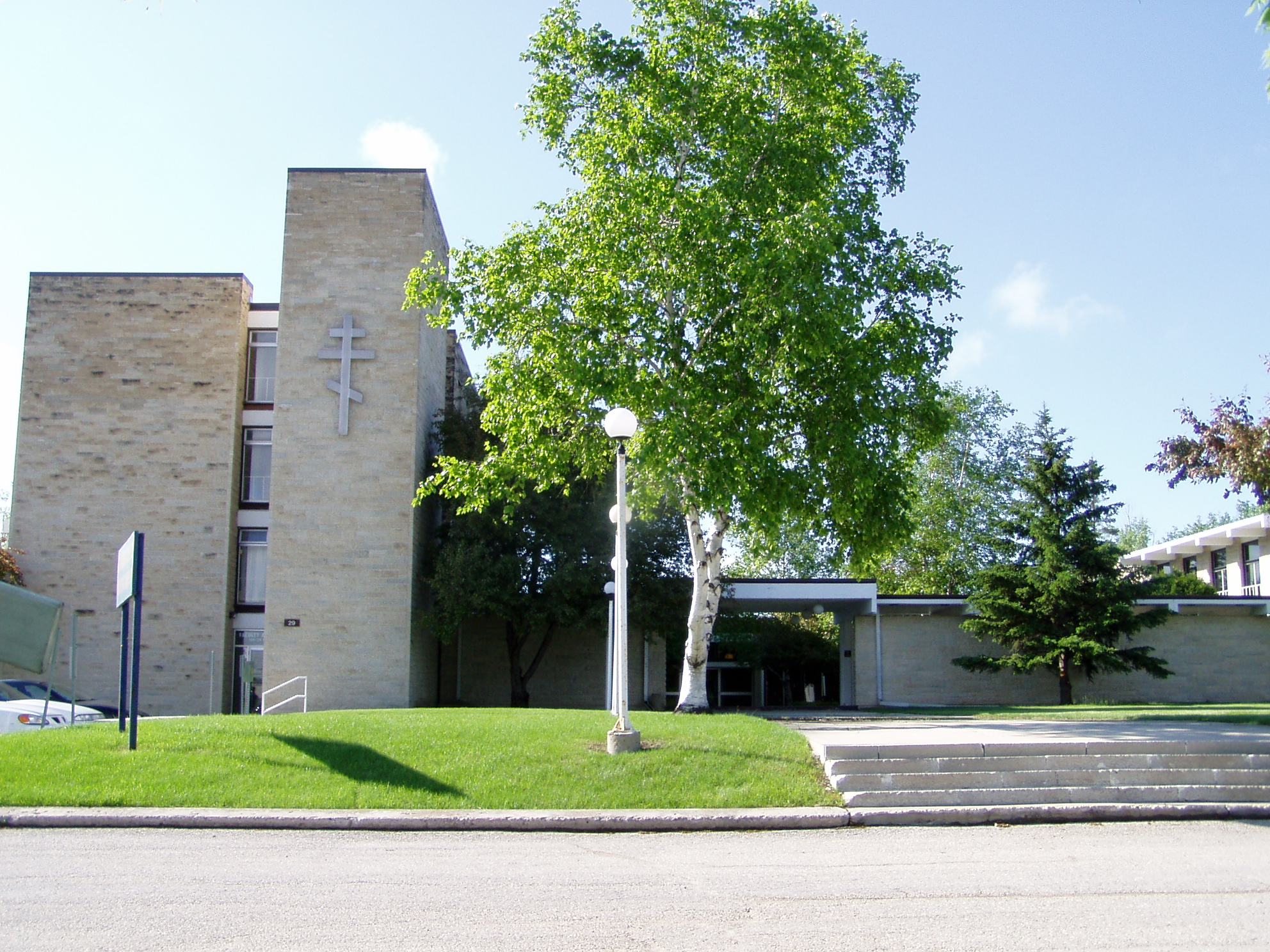
Колледж св. Андрея УПЦК

Колледж святого Андрея (также Коллегия святого Андрея, англ. St. Andrew's College) — последний конфессиональный колледж, который вошел в состав Манитобского университета в 1981 году. Основан в 1946 году, официально открыт 26 ноября того же года, как православная семинария для обучения клира. Являются собственностью Украинской православной церкви Канады. Со своим переносом из района Северного Виннипега в университетский городок, в 1962 году получил статус ассоциированного, а в 1981 — аффилированного колледжа. В 1981 году при колледже основан Центр украинских канадских исследований, в котором для заинтересованного украиноканадского студенчества ведутся курсы украинского языка и украиноведения.

## Кампусы Манитобского университета

### Кампус «Форт-Гэри»
Главный студенческий городок, расположенный на площади 2,74 апреле км (233 га) в самой южной части Виннипега вдоль реки Ред-Ривер, носит название Кампус «Форт-Гэри» (англ. Fort Gary Campus) и состоит из 60 корпусов, в которых проводятся основные преподавательские и исследовательские программы университета.

### Кампус «Баннатайн»
В самом центре города Виннипег и недалеко от Центральной виннипегской больницы, которая носит название «Виннипегский центр наук о здоровье» (англ. Winnipeg Health Sciences Centre), расположен Кампус «Баннатайн» (англ. Bannatyne Campus): комплекс из десяти корпусов, в которых сосредоточены медицинский, стоматологический, фармакологический факультеты и Высшая школа физической реабилитации и дентальной гигиены.

### Центр им. Уильяма Норри
Дом вне кампусов — это Центр имени Уильяма Норри (англ. William Norrie Centre) с общежитием в Северном Виннипеге, где находится Высшая школа социальной работы. Здесь учатся кандидаты на социальных работников, проживающих в том же экономически разрушенном и заброшенном районе, где они наиболее востребованы и сейчас, и в будущем.